# Mohammed Favzi
Mohammed Favzi (1990. február 22. –) egyesült arab emírségekbeli válogatott labdarúgó, az Al-Ain hátvédje.

## Pálayfutása

### Klubcsapatokban
2007–2010 között az Al-Ahli, 2010–2014 között a Baniyas, 2014–2016 között az Al Ain, 2016–2020 között az Al Jazira, 2020–2023 között az Al-Nasr labdarúgója volt. 2024 óta az El-Arabí játékosa.

### A válogatottban
2011 óta 33 alkalommal szerepet az egyesült arab emírségekbeli válogatottban.

## Sikerei, díjai
Egyesült Arab Emírségek
- U19-es Ázsia-bajnokság
  - győztes: 2008
- Öböl-kupa
  - győztes: 2013
- Ázsia-kupa
  - bronzérmes: 2015, Ausztrália